# Qilin Li

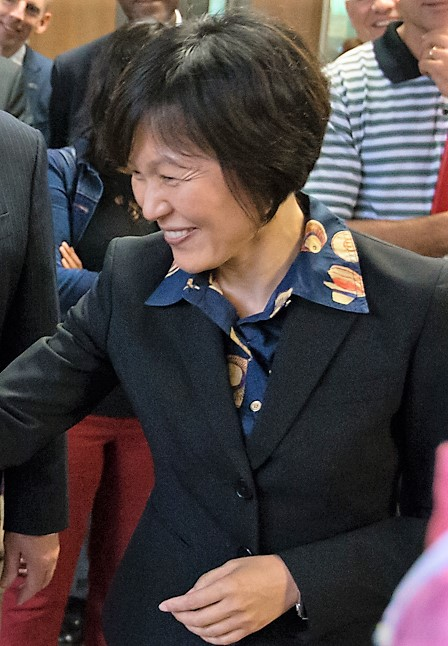
Qilin Li (2017)

Qilin Li ist eine chinesische Umweltingenieurin mit Schwerpunkt Wasseraufbereitung. Sie ist Hochschullehrerin an der Rice University in Houston/Texas.

## Ausbildung
Li absolvierte zunächst ein Grundstudium an der Tsinghua-Universität in Peking. Sie wechselte in die Vereinigten Staaten und studierte an der University of Illinois at Urbana-Champaign bei Vernon Snoeyink, dabei beschäftigte sie sich mit Membranfiltrations-Systemen. 2002 promovierte Li mit einer Dissertation unter dem Titel Competitive Adsorption of Trace Organic Compounds by PAC in Membrane Filtration Systems.

## Karriere
Nach ihrem Abschluss ging Qilin Li als Postdocstipendiatin an die Yale University und forschte über Wasserverschmutzung und -Wiederaufbereitung. 2006 wurde sie Professorin für Civil and Environmental Engineering an der Rice University. Die Forschung an ihrem laboratory for Advanced Water Treatment Technologies beschäftigt sich schwerpunktmäßig mit der Verschmutzung von Membranen während der Filtration, mit der Entsalzung von Meerwasser und mit nanotechnologischen Methoden der Wasserreinigung.
Als Vize-Direktorin des Centers for Nanotechnology Enabled Water Treatment (NEWT) erhielt sie 2020 einen mit 1,7 Mio. $ dotierten Forschungsauftrag des Energieministeriums der Vereinigten Staaten für die Entwicklung von Wasseraufbereitungsverfahren mittels Photovoltaik und Nanotechnologie. Li entwickelte die Nanophotonics Enabled Solar Membrane Distillation (NESMD), die eine konventionelle poröse Membran mit kostengünstigen lichtfangenden Nanopartikeln kombiniert. Das Verfahren ist kostengünstig und arbeitet bei niedrigen Temperaturen und niedrigen Drücken unter Ausnutzung des photothermischen Effekts.

## Auszeichnungen
- 2018 Aufnahme als Elected Fellow in die International Water Association (IWA)[11]
- 2019 Erster Platz bei der Tech Idol competition beim American Water Summit.[5]
- 2019 InterDisciplinary Excellence Award der Rice University für nachhaltiges Ressourcenmanagement[12]

## Selected publications
- Qilin Li: Antimicrobial nanomaterials for water disinfection and microbial control: potential applications and implications. In: Water Research. 42. Jahrgang, Nr. 18, 1. Januar 2008, S. 4591–4602, doi:10.1016/j.watres.2008.08.015, PMID 18804836.
- Qilin Li: Applications of nanotechnology in water and wastewater treatment. In: Water Research. 47. Jahrgang, Nr. 12, 1. August 2013, S. 3931–3946, doi:10.1016/j.watres.2012.09.058, PMID 23571110.
- Qilin Li: Organic fouling and chemical cleaning of nanofiltration membranes: measurements and mechanisms. In: Environmental Science & Technology. 38. Jahrgang, Nr. 17, 1. September 2004, S. 4683–4693, doi:10.1021/es0354162, PMID 15461180, bibcode:2004EnST...38.4683L.